# Ankhnesneferibre

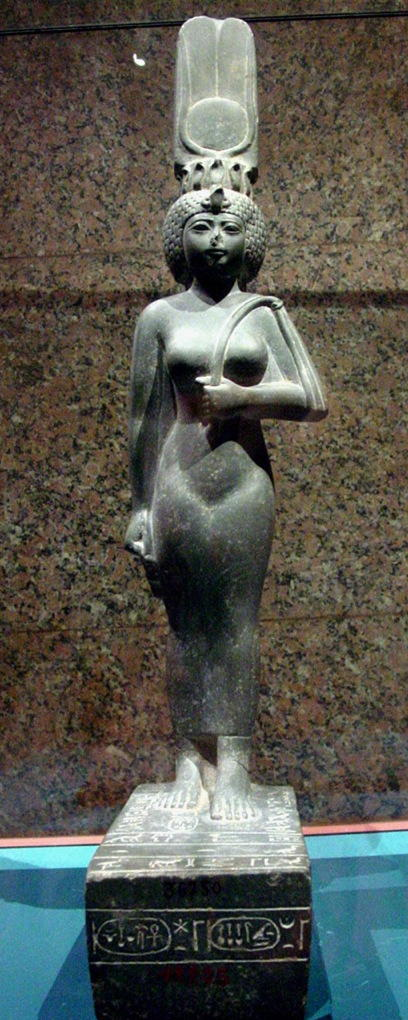
Ankhenesneferibre.

Ankhnesneferibre, död efter år 525 f.Kr., var en egyptisk prinsessa och prästinna. Hon innehade prästinneämbetena Guds Maka till Amon och Gudomlig Bedårerska av Amon från 585 till 525 f.Kr. Som sådan regerade hon präststaden Tebe och Södra Egypten. Hon var den sista personen som innehade båda dessa ämbeten, som avskaffades då Egypten erövrades av Persien år 525 f.Kr.

## Biografi
Ankhnesneferibre var dotter till farao Psammetikus II och Takhuit och syster till farao Apries.
År 594 f.Kr. lämnade hon det egyptiska hovet och adopterades till efterträdare av de högsta prästämbetena i Tebe av sin släkting och företrädare, Nitocris I. Hon tillträdde ämbetena åtta år senare. Positionen hade då nått en höjdpunkt i makt. Hon regerade Tebe som teokrat i över sextio år. Hon adopterade Nitocris II som efterträdare.
År 525 f.Kr. erövrades Egypten av Persien och farao och hans familj fördes i fångenskap till Persien. Hennes ämbeten och maktposition avskaffades av perserna och hon själv försvann från historien.